# Lissonota orophila
Lissonota orophila là một loài tò vò trong họ Ichneumonidae.